# Frovatriptán
A frovatriptán aurával vagy a nélkül jelentkező migrén elleni gyógyszer. A tüneteket egyhíti, de megelőzésre nem alkalmas.

## Működésmód
A frovatriptán második generációs szerotonin 1b (5-HT1b) és 1d (5-HT1d) receptor agonista. E receptorok az erek simaizmaiban találhatók.
A frovatriptán a koponya vérereiben található 5-HT1b és 5-HT1d receptorokra hat, beleértve a vénákat, artériákat és a háromosztatú rendszer érzőidegeit. A hatás eredménye a koponya ereinek összehúzódása.
A kutatások szerint a migrént az agyon kívüli (de koponyán belüli) artériákban összegyülemlő vér okozza. A frovatriptán ezt gátolja meg az erek szűkítésével.
A frovatriptán nem hat a GABAA(en) és benzodiazepin típusú receptorokra.

## Mellékhatások, ellenjavallatok
Kezeletlen magas vérnyomásban és iszkémiás betegségekben a frovatriptán ellenjavallt, beleértve az angina pectorist, Prinzmetal anginát(en) és az iszkémiás bélbetegséget. Ugyancsak ellenjavallt a frovatriptán korábbi szívinfarktus és stroke esetén.
A frovatriptán szívritmuszavart okozhat; ilyenkor abba kell hagyni a szedést. Ugyancsak okozhat mellkasi, nyaki, torok- vagy állkapocsfájdalmat. Ezeket általában nem szívproblémák okozzák, de erről meg kell győződni.
Szerotonin-szindróma állhat elő, ha a frovatriptánt más szerotoninra ható gyógyszerrel (antidepresszánssal) együtt szedik. Az anyarozs-tartalmú gyógyszerek (pl. dihidroergotamin(en) vagy metilszergid(en)) ismételt érgörcsöket okozhatnak, ezért ellenjavallt ilyen (szintén migrén elleni) szerekkel együtt szedni.
Gyakoribb, kevésbé súlyos mellékhatások: szédülés, paresztézia (érzékelési zavar), bőrpír, hideg- vagy melegérzés, emésztési zavar, izomfájdalom, (nem szív okozta) mellkasi fájdalom.
Nincs elegendő tapasztalat gyerekek, terhes és szoptató nők esetén. Patkánykísérletekben az anyatejben négyszer magasabb volt a frovatriptán és metabolitjainak szintje, mint a vérben. Idősek esetén nincs szükség a szokásos adag módosítására annak ellenére sem, hogy a vérplazmaszint az ő esetükben 1,5–2-szer magasabb, mint fiatalok esetén.

## Metabolizmus
Fontosabb metabolitok:
- dezmetil-frovatriptán[1]
- hidroxilált frovatriptán[2]
- hidroxilált N-acetil-dezmetil-frovatriptán[3]
- N-acetil-dezmetil-frovatriptán[4]

## Adagolás
Az ajánlott adag egyszeri 2,5 mg folyadékkal bevéve. Ha a kezdeti enyhülés után a fájdalom visszatér, 2 óra elteltével újabb 2,5 mg vehető be. A napi mennyiség nem haladhatja meg a 3×2,5 mg-t.
A tapasztalatok szerint ha az első adag nem használ, a második sem fog.
30 nap alatt 4 migrénrohamnál többre nem vizsgálták a frovatriptánt.

## Készítmények
A nemzetközi gyógyszerkereskedelemben:
Önállóan:
- Auradol
- Frovelan
- Miguard
- Rilamig

Szukcinát formában:
- Allegro
- Eumitan
- Forvey
- Fromirex
- Frova
- Frovex
- Perlic

Szukcinát monohidrát formában:
- Isimig
- Menamig
- Migard
- Tigreat

Magyarországon a szakorvosi/kórházi diagnózist követően folyamatos szakorvosi ellenőrzés mellett alkalmazható:
- FROVALON 2,5 mg filmtabletta
- MIGARD 2,5 mg filmtabletta